# 마차부자리 제타
마차부자리 제타(Zeta Aurigae)는 마차부자리에 있는 별이다. 예전부터 불리던 이름으로 아자레흐(Azaleh), 하에두스(Haedus), 사크라테리(Saclateri), 사다토니(Sadatoni) 등이 있다.
마차부자리 제타는 식쌍성으로 972일 간격으로 밝기가 +3.61에서 +3.99까지 변한다.
주성은 적색 초거성이며 반성은 분광형 B0의 주계열성이다. 제타는 지구에서 790광년 떨어져 있다.